# Lestrimelitta limao
Lestrimelitta limao là một loài Hymenoptera trong họ Apidae. Loài này được Smith mô tả khoa học năm 1863.